# 駭客入侵：人類岐裂
《駭客入侵：人類岐裂》是由Eidos蒙特利爾開發，史克威爾艾尼克斯發行的一款隱蔽類第一人稱射擊遊戲和動作角色扮演遊戲。本遊戲在宣布延期半年後於2016年8月23日在PlayStation 4、Xbox One和Microsoft Windows上發售。本作是駭客入侵系列的第六部遊戲作品。
遊戲設定在一個2029年賽博朋克主題的反烏托邦世界，前作《駭客入侵：人類革命》故事的2年後，前作的主角Adam Jensen回歸《人類岐裂》，加上有新的科技和身體強化物。
《駭客入侵：人類岐裂》得到正面評價。特別對藝術指導、環境設計、遊戲內中的多樣選擇和決策、人物角色和故事敘述等方面讚揚。主要的批評論點是在於遊戲的長度與前作相比之下較短，還有遊戲的結局留下了多個未能解決或含糊不清的情節。《駭客入侵：人類岐裂》被提名為2016年遊戲大獎最佳角色扮演遊戲。

## 玩法
遊戲採用第一人身視角，結合第三人身視角的掩護系統，融合了第一人稱射擊、角色扮演的升級系統和對話樹的元素。准許玩家使用作戰、潛行、入侵和社交功能來應對情況。遊戲特色包括自定槍械、遙遠入侵、伊卡諾斯衝刺（短程無聲瞬間移動）、TESLA電弧（最多4枚非致命射彈）、泰坦盾（無敵外殼）、帶有地圖規劃的雷達，以及能量系統（能量不再是一連串電池，而是一個緩慢補充的長棒）。類似《人類革命》的導演剪輯版，殺人並不是贏得頭目戰的唯一途徑，可以在不殺人的情況下完成遊戲。XP系統已經改變，所以潛行接近是沒有XP優勢。

## 概要

### 背景設定
《駭客入侵：人類岐裂》設定在2029年，《駭客入侵：人類革命》故事的兩年後。玩家角色是Adam Jensen，他是一名強化過的前私人保安警官，現在正與特種國際刑警組織部隊「特遣部隊29」一起工作，捉拿一個強化人類組成的恐怖組織。Jensen也秘密為一個幫助他對付光明會的黑客團體Juggernaut Collective工作。

### 劇情
在杜拜，Jensen和特遣部隊29（TF29）滲透到一個被遺棄的旅遊勝地去捉拿一名武器走私販。當一群戴著金面具的僱傭軍試圖偷走武器時，這次行動就出錯了。Jensen壓制了僱傭兵，但是懷疑TF29被派往執行這次任務是別有用心的。
Jensen回到布拉格，並遇到了他的Juggernaut聯繫人Alex Vega，她給他的任務是在TF29的通訊系統中安放一個竊聽裝置，以查明光明會介入的範圍。然後他們陷入一場恐怖主義爆炸中。Jensen和Vega生還，但Jensen的強化物遭受損壞。在接受修理後，Jensen發現他的身體包含了許多他沒有意識到的強大和實驗性的強化物。與他的前任老闆David Sarif確認，這種強化物並不屬於Jensen原來裝置的一部分，而Jensen思量到在Panchaea遭到破壞後他已經昏迷了好幾個月。
Jensen來到TF29的總部，並且在TF29司令Jim Miller和他的上級之間的會議暗中監視，發現聯合國領導層計劃襲擊杜拜和布拉格，並將其他事件歸咎於強化權利聯盟（Augmented Rights Coalition，ARC）及其領導人Talos Rucker。Miller給Jensen任務，滲入戈侖市（Golem City），這是一個為強化人而設的貧民窟，並尋回Rucker。在與Rucker對質時，他聲稱ARC沒有興趣殺害無辜平民，並且懷疑有一名在ARC的叛徒正在領導這次攻擊。Rucker突然死在Jensen面前，迫使他逃離貧民窟。在Rucker死後，他的激進分子和與光明會密切的中尉Viktor Marchenko擔任了ARC的指揮官。
在TF29，Jensen滲透到通信網絡，並獲悉TF29主管Joseph Manderley正在與VersaLife的總裁Bob Page合作。他們討論使用生物武器「Orchid」謀殺Rucker，確認他們參與。Jensen將這些信息轉發給Juggernaut領袖Janus。他們了解到關於Orchid的資料存儲在附近的Palisade銀行的一個安全的保險庫中。與此同時，Jensen則調查布拉格的襲擊事件，並追查到炸彈零件至一名前士兵變成宗教狂熱分子Allison Stanek。隨後Jensen得知VersaLife公司正在從Palisade中刪除他們所有的數據，而Stanek計劃與她的追隨者一起進行自殺儀式，以「提升」到純粹的電子實體。Jensen必須選擇是否偷走Orchid的數據或拯救Stanek。任何一邊的任務都將Jensen帶到位於瑞士阿爾卑斯山脈Marchenko的總部。
在Marchenko總部，Jensen遭到襲擊，被注射Orchid，並被留下等死，但他倖存下來，獲得一個Orchid樣本，並偷聽到Marchenko討論他回到布拉格，將貨物走私出城。Jensen逃離了這個設施，然後回到布拉格，並發現這個城市正處於戒嚴狀態下。他把Orchid樣本送給Vega進行分析。Miller命令Jensen監視有可能走私Marchenko貨物的當地的Dvali犯罪家族。Jensen得知Marchenko打算攻擊在倫敦舉行的會議，由有影響力的總裁Nathaniel Brown主持，他正在遊說反對「人類恢復法案」（Human Restoration Act），這是一個有光明會支持的法律，將永久隔離強化和非強化的人。Vega告訴Jensen，Orchid是一種導致目標的免疫系統攻擊自己器官的毒藥。Jensen推論，獨特的遺傳特性阻止他的免疫系統拒絕他的強化物，也使他免疫對抗Orchid。
抵達倫敦後，Jensen和Miller與拒絕取消活動的Brown會面，表示他正在和聯合國安全理事會的成員見面。Jensen發現Marchenko的手下已經滲透了這次事件的保安部隊，並計劃用Orchid毒殺Brown和他的客人。Miller受到Marchenko襲擊，並給他服Orchid；如果Jensen偷走了Palisade的VersaLife數據，他可以施用解毒劑並拯救Miller。Marchenko與Jensen通訊，要求他在展覽廳與他見面，否則他會引爆安裝在附近住宅大樓裡的炸彈。
如果Jensen未能拯救Brown，他的死即將促使「人類恢復法案」的通過，而救了Brown則授權他阻止該法案。對峙Marchenko後，Jensen可以殺死或者逮捕他。在此之後，ARC被正式標為一個恐怖分子組織。Jensen和Vega同意繼續嘗試揭露光明會，但Jensen斷言他必須先與Janus親自見面。光明會會議討論Marchenko的攻擊，並同意密切關注Jensen。會議透露了TF29的心理學家是光明會領袖Lucius DeBeers的告密者，而他們正在利用Jensen揭露Janus的真面目。

## 追加下載內容
第一個追加下載內容《System Rift》，於9月23日發售。這沒有被納入到主遊戲中，而是透過主目錄上的選項「Jensen's Stories」來進入。內容講述Adam Jensen與他的前Sarif同胞Frank Pritchard重聚。
第二個追加下載內容《A Criminal Past》，於第二年的2月23日發售。內容講述Jensen的第一個TF29任務，發生在亞利桑那州一個被稱為「Pent House」的最大監獄裡。這也可以在「Jensen's Stories」中找到。

## 評價
| 汇总媒体   | 得分                                |
| ---------- | ----------------------------------- |
| Metacritic | PC：83/100 PS4：84/100 XONE：83/100 |

| 媒体            | 得分   |
| --------------- | ------ |
| Destructoid     | 8/10   |
| 电子游戏月刊    | 8.5/10 |
| Game Informer   | 7/10   |
| Game Revolution | [ 9 ]  |
| GamesRadar+     | [ 10 ] |
| GameSpot        | 8/10   |
| Giant Bomb      | [ 12 ] |
| IGN             | 9.2/10 |
| PC Gamer美国    | 88/100 |
| Polygon         | 8.5/10 |
| VideoGamer.com  | 7/10   |

《駭客入侵：人類岐裂》是英國當周最暢銷的遊戲，但是未能超越前作《杀出重围：人类革命》的銷量。根據NPD Group，《駭客入侵：人類岐裂》是美國2016年八月第三銷售量的遊戲。

## 外部連結
- 駭客入侵：人類分裂在巴哈姆特的頁面（繁體中文）
- 駭客入侵：人類岐裂在GameSpot的頁面。（英文）

- 駭客入侵：人類分裂 （页面存档备份，存于）在駭客入侵維基的頁面